# Alfonso Pedroza
Alfonso Franco Pedroza (Messico, 1897 – dopo il 1960) è stato un attore messicano.

## Biografia
Nato in Messico, Pedrosa incominciò la carriera cinematografica solo negli anni trenta. Fortuna volle che in quegli anni non esisteva ancora il doppiaggio e per questo le case di produzione americane maggiori dovevano rigirare un film o un cortometraggio almeno cinque volte parlato in tedesco, francese, spagnolo, portoghese e italiano; infatti Alfonso Pedroza fu assunto da Hal Roach per interpretare il ruolo di un personaggio di secondo grado nella versione in spagnolo e portoghese di alcuni corti con Stanlio e Ollio. Con loro Pedrosa interpretò vari ruoli ne La sbornia, Sotto zero e in Muraglie (ovvero De bote en bote).
Nato il doppiaggio  e diffusosi rapidamente tra il 1932 e il 1933, Pedrosa si limitò ad interpretare piccoli ruoli in qualche film, come Follia messicana e Tarzan e le schiave.

## Filmografia parziale
- Noche de duendes (versione spagnola de I ladroni - Night Owls - 1930), regia di James Parrott
- Los presidiarios (versione portoghese di Muraglie - Pardo Us - 1931), regia di James Parrott
- Follia messicana (In Caliente) regia di Lloyd Bacon (1935)
- Desiderio (Desire) regia di Frank Borzage (1936)
- Stanotte sorgerà il sole (We Were Strangers) regia di John Huston (1949)
- Tarzan e le schiave (Tarzan and the Slave Girl) regia di Lee Sholem (1949)